# Felix Lichnowsky

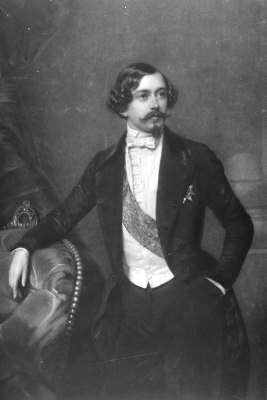
Felix Lichnowsky

Felix Maria Vincenz Andreas Fürst von Lichnowsky, Graf von Werdenberg (Slot Grätz bij Troppau, 5 april 1814 - Frankfurt am Main, 19 september 1848) was een Duits generaal, staatsman en grootgrondbezitter.

## Levensloop
Hij nam in 1834 dienst in het leger van Pruisen, maar nam in 1838 ontslag. Vervolgens streed hij tot 1840 in de Eerste Carlistenoorlog onder de pretendent Don Carlos, die hem tot brigadegeneraal en vleugeladjudant benoemde. Na de oorlog verbleef hij een tijd in Brussel en Parijs, waar hij bij een duel zwaargewond raakte.

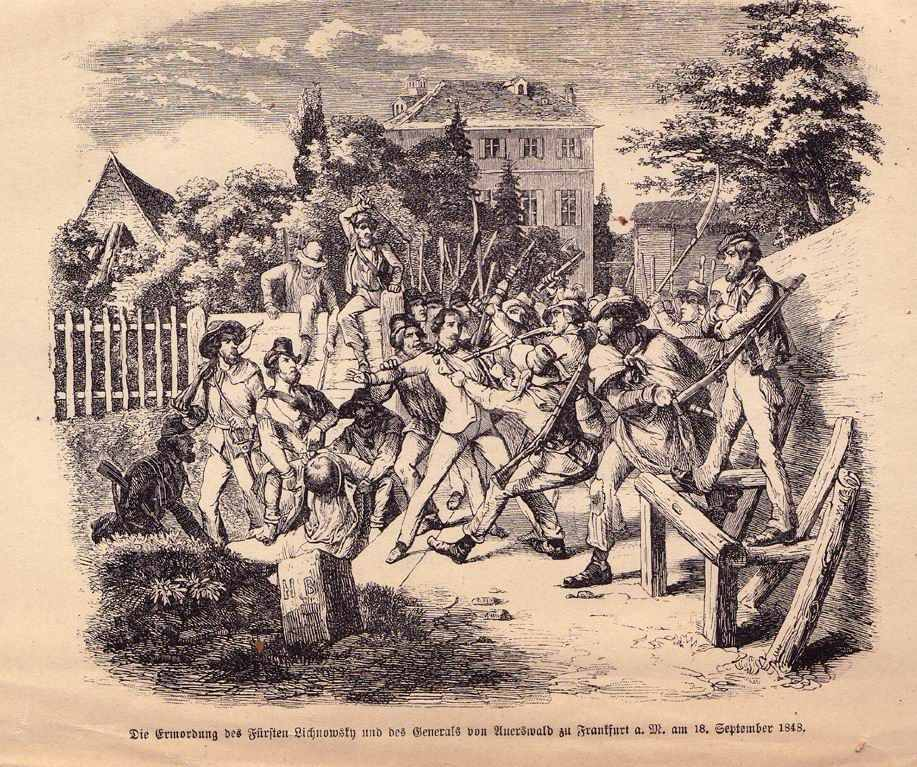
De moord op Lichnowsky en Auerswald

Terug in Duitsland werd hij lid van de Silezische landdag en in 1847 van de eerste Pruisische Verenigde Landdag. Sinds 18 mei 1848 was hij namens Ratibor afgevaardigde in het Frankfurter Parlement. Aldaar behoorde hij tot de rechts-liberale Casino-fractie en was hij een van de belangrijkste sprekers. Als voorvechter van de legitimiteit en fanatiek katholiek haalde hij zich de toorn van de radicalen op de hals. In de septemberopstand te Frankfurt werd hij op 19 september 1848 samen met Hans von Auerswald door een menigte om het leven gebracht.

## Werk (selectie)
- Erinnerungen aus den Jahren 1837-39 (Frankfurt am Main 1841-1842)
- Portugal, Erinnerungen aus dem Jahre 1842 (Mainz 1843)

- Biblioteca Nacional de España: XX999843
- Gemeinsame Normdatei: 119002043
- International Standard Name Identifier: 0000 0001 2096 1632
- Library of Congress Control Number: n94002478
- MusicBrainz: 743c5b9d-2a7d-4011-9d1d-be4a61d580bd
- Nationale Bibliotheek van Tsjechië: jx20050418006
- Nationale Bibliotheek van Israël: 987007281096305171
- Nationale Bibliotheek van Polen: a0000002475460
- Nederlandse Thesaurus van Auteursnamen: 163339783
- Réseau des bibliothèques de Suisse occidentale: 02-A023157595
- Système universitaire de documentation: 109539982
- Virtual International Authority File: 54948538
- WorldCat: E39PBJm9bjRqqhJHkdTkB734v3